# Royal Air Force Museum

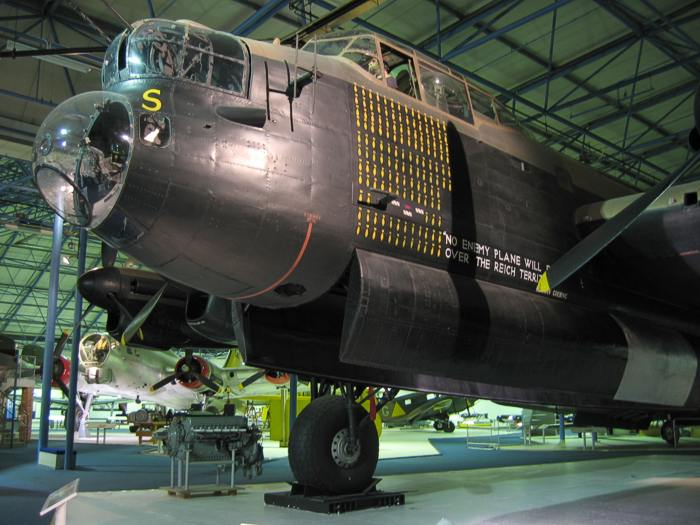
L'Avro Lancaster R5868 esposto nell'hangar principale del RAF Museum London

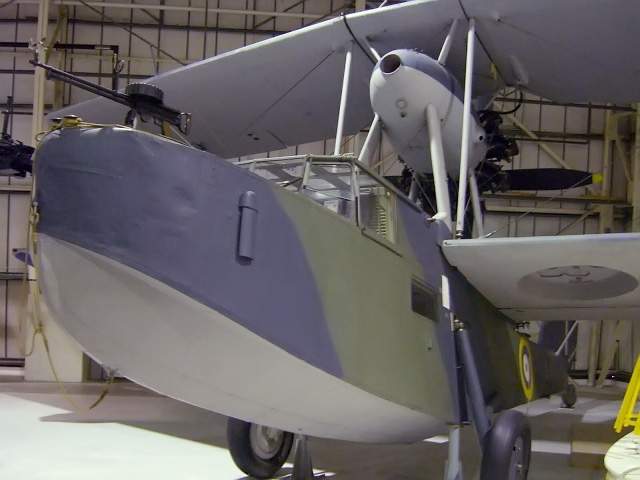
Il Supermarine Seagull V

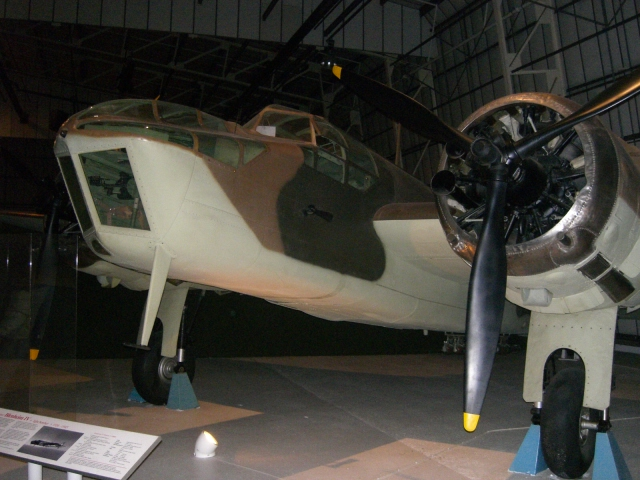
Il bombardiere Bristol Blenheim

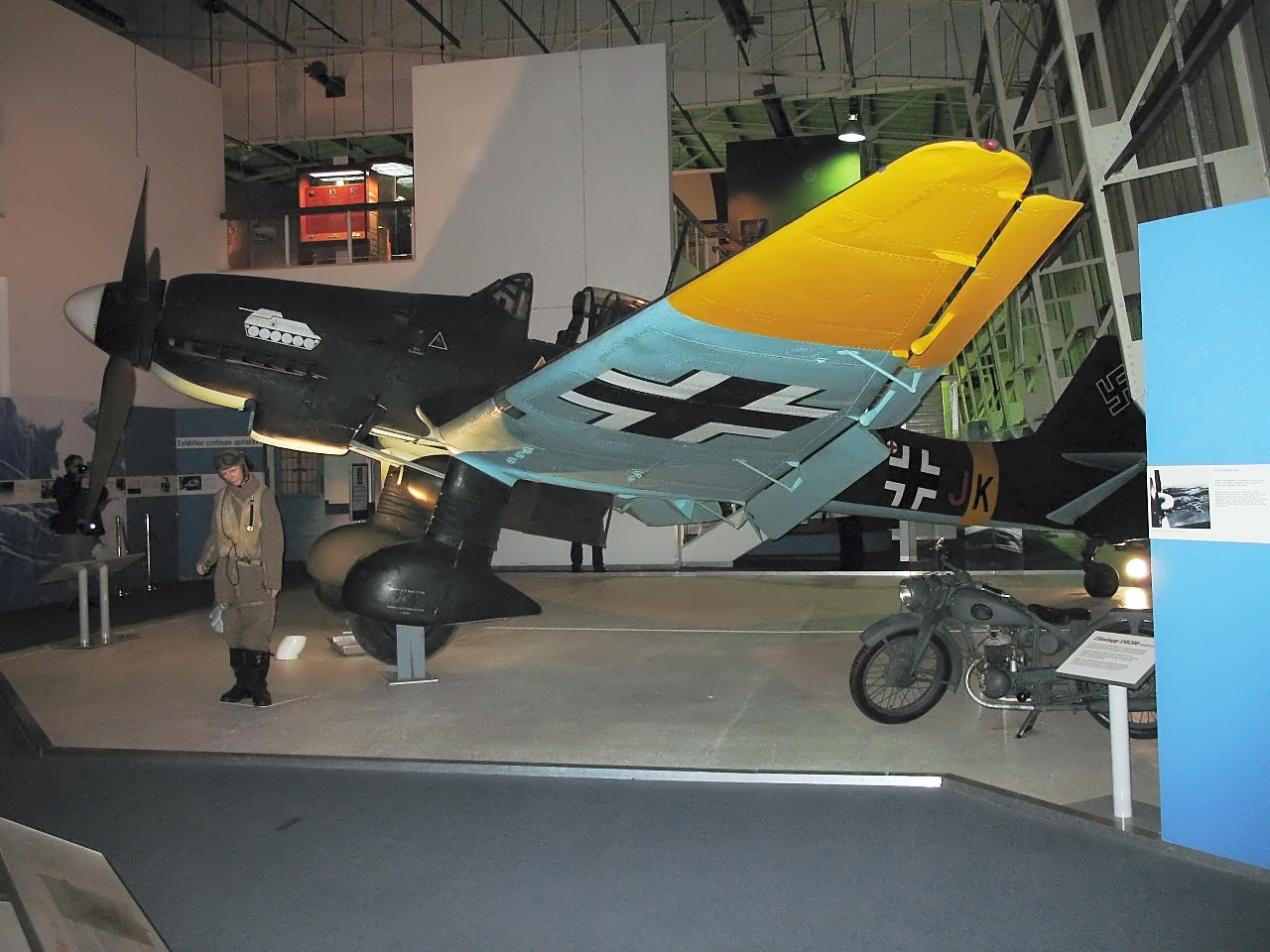
Il famoso bombardiere in picchiata Junkers Ju 87 Stuka

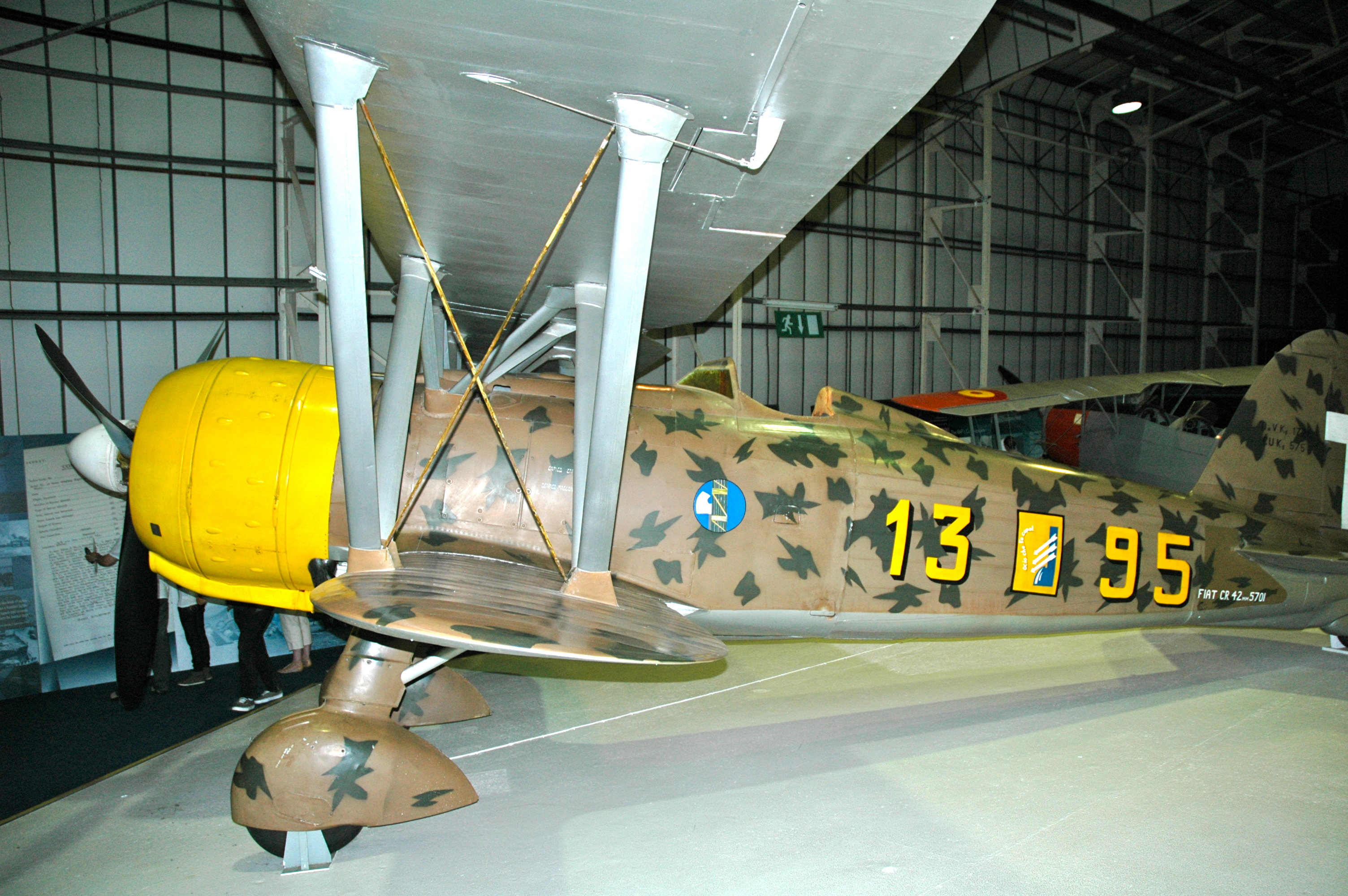
Un Fiat C.R.42 esposto al Royal Air Force Museum

Il Royal Air Force Museum (RAF Museum) è un museo aeronautico dedicato alla storia dell'aviazione, in particolare a quella della Royal Air Force, la forza aerea del Regno Unito. Sponsorizzato dal Ministero della Difesa, il Royal Air Force Museum è un'organizzazione no profit a gestione separata dalla Royal Air Force.
Il museo si divide in due strutture situate in Inghilterra;
- Il RAF Museum London a Colindale (vicino Hendon) nella zona nord di Londra
- Il RAF Museum Cosford alla base aerea RAF Cosford nel Shropshire, 8 chilometri a nordovest di Wolverhampton

Il museo venne ufficialmente inaugurato a Colindale, nell'allora contea di Hendon, il 15 novembre 1972, con una cerimonia alla presenza della Regina Elisabetta II.
Negli hangar erano allora presenti solamente 36 aerei ma negli anni la collezione aumentò tanto che si rese necessario trasferire nelle basi aeree dalla RAF di tutto il paese parte dei velivoli normalmente esposti, sottraendoli alla possibilità di essere ammirati dal pubblico.
Il 1º maggio 1979 la struttura di Cosford venne aperta nella locale base aerea della RAF, una di quelle che erano state usate per conservare parte della collezione negli anni precedenti. Successivamente, nel 1980, la struttura accolse anche la collezione del British Airways Museum, ora rimossi dopo che la British Airways ha ritirato il finanziamento.
Recentemente è stato aperto un altro distaccamento dedicato al periodo della guerra fredda, il National Cold War Exhibition.
Oltre a questo il museo è già in possesso di una impressionante raccolta di velivoli nazionali di quel periodo, molti dei quali si trovano appesi al soffitto dell'hangar. Tra cui i pezzi pregiati della collezione figurano i famosi V-Bombers, nome assegnato ai bombardieri strategici nucleari Vickers Valiant, Handley Page Victor ed Avro Vulcan ed allora orgoglio della flotta militare britannica.
Nel 1988, dopo che il precedente direttore Dr John Tanner era andato in pensione, si avvicendò a capo della struttura il Dr Michael A Fopp, già direttore del London Transport Museum, che attualmente ricopre la carica di direttore generale di tutte le tre strutture del museo. Il vice-maresciallo in pensione Peter Dye sostituì ufficialmente Fopp nella direzione generale il 9 giugno 2010. Nell'ottobre 2014 Maggie Appleton è stata nominata amministratore delegato del museo, per poi esserne ufficialmente dichiarata direttrice, a partire da gennaio 2015.

## RAF Museum London
Il RAF Museum di Londra è situato a Colindale, un'area che vanta una lunga storia dedita all'aviazione, avendo ospitato uno dei primi aerodromi civili acquistato da Claude Grahame White nel 1911, e successivamente divenuto parte della stazione RAF di Hendon. 
Nel 1914, il fiorente aerodromo fu adoperato come base per la difesa nazionale civile durante la prima guerra mondiale. Hendon divenne infatti una stazione della Royal Air Force, adibita a campo di addestramento per piloti e scuola di volo. Nonostante tali attività cessarono subito dopo la fine della guerra, l'aerodromo rimase comunque un punto di riferimento per l'aviazione, poiché  tra il 1921 e il 1937 la Royal Air Force organizzò  spettacolari esposizioni annuali in loco. Solo l'ultima edizione riuscì ad attirare oltre 200.000 spettatori.
Dal 1927 al 1939 Hendon ospitò lo Squadrone n. 601, composto da volontari di ceto sociale elitario e per questo soprannominato lo "Squadrone dei Milionari". Nel 1939, lo scoppio della guerra vide Hendon tornare ad essere una stazione operativa della RAF, come sede dello Squadrone n. 24, dedicato a trasporti e comunicazioni. Inoltre RAF Hendon fu per breve tempo scenario di combattimento durante la Battaglia d'Inghilterra.
L'ultimo volo avvenuto ad Hendon fu di un velivolo aereo ad ala fissa, il 19 giugno 1968. L'inaugurazione ufficiale del museo avvenne nel 1972, in presenza della regina Elisabetta II.  All'apertura si contavano negli hangar ben 36 aeromobili. 
Nel corso degli anni, la collezione è stata notevolmente ampliata, mentre gli aerei non esposti a Hendon sono stati ricollocati nei più piccoli musei delle stazioni RAF locali.
Il Battle of Britain Museum (in seguito Hall) venne inaugurato dalla regina Madre Elisabetta  nel novembre 1978. Un evento che ha visto la partecipazione di molti ex piloti da combattimento. Il 3 ottobre 2016, dopo circa 38 anni d'esposizione, la Battle of Britain Hall è stata chiusa in maniera definitiva. L'installazione è stata smantellata e ricollocata tra i siti museali di Londra e Cosford, permettendone la fruizione attraverso nuove esposizioni e mostre, ideate nell'ambito della celebrazione del centenario della RAF. 
Il sito di Hendon è stato ampiamente rinnovato con il contributo economico di Heritage Lottery Fund (Fondo per la lotteria del patrimonio culturale) e di altri contribuenti,  per celebrare il centenario della RAF nel 2018. Il rinnovamento include: nuove mostre e strutture commerciali nell'hangar che in precedenza ospitava la Battle of Britain Collection, un nuovo ristorante (nell'edificio 52), un ampio parcheggio adiacente a Grahame Park Way, la ricollocazione delle due spettacolari repliche in vetroresina di Hurricane e Spitfire situati all'entrata principale del sito,  un nuovo allestimento museale ospitato da quello che era l'hangar "Milestones of Flight" ed infine un rifacimento paesaggistico che include ampi spazi verdi ed aree ricreative per adulti e bambini.
Tale rinnovamento architettonico e paesaggistico è volto ad evocare nel visitatore l'immagine dell'ex aeroporto di Hendon, immerso oggi in quella che è diventata un'area fortemente urbanizzata. Per agevolare ed ampliare la fruibilità dell'esposizione, parte della collezione di Hendon è stata trasferita nella sede di Cosford. 
La preziosa collezione del Royal Air Force Museum London è distribuita in 6 imponenti hangar:
- Hangar 1, con due nuove esposizioni: RAF Stories e RAF First to the Future

RAF Stories simboleggia i primi cent'anni della RAF, dal 1918 al 2018. Questa mostra racconta appunto la storia dei primi 100 anni della RAF,  a partire dalla sua creazione nel 1918 come prima forza aerea indipendente al mondo. Passando attraverso grandi rivoluzioni tecnologiche, la mostra si sofferma anche su quelli che sono i volti dell'organizzazione, la compagine umana, le persone e i loro ruoli all'interno della RAF. 
L'intento principale di tale progetto espositivo è quello di voler superare la tradizionale visione della RAF, che continua invece ad evolversi e rinnovarsi nel tempo. 
RAF - First to the Future -  invita i visitatori ad esplorare il ruolo della RAF oggi e nel prossimo futuro
- Hangar 2 (la fabbrica di Grahame-White):

First World War in the Air exhibition:  tale mostra tocca gli albori della storia dell'aviazione, esplorando i primi anni di guerra nello scenario dell'aerodromo di Londra, fino alla formazione completa della Royal Air Force nel 1918. Tale mostra è stata premiata dal pubblico come miglior “Heritage Project” all'interno della National Lottery Awards nel 2015.
- Hangar 3 e 4: hangar storici

Questi hangar ospitano aerei che vanno dalla Seconda guerra mondiale alla Guerra Fredda. Come nucleo centrale dell'esposizione troviamo quattro caccia della Battaglia d'Inghilterra: Hawker Hurricane, Messerschmitt Bf 109, Supermarine Spitfire e l'italiano Fiat CR.42. Lo spazio ospita anche le mostre "Wings over Water" e "Rotori vorticosi" con un considerevole numero di elicotteri ed aerei a reazione della Guerra Fredda. Questi hangar sono stati recentemente arricchiti dalla presenza di sagome a grandezza naturale, raffiguranti diversi membri dell'equipaggio RAF, le cui storie si intrecciano con quelle di specifici aerei presenti nella collezione. 
- Hangar 5: The Bomber Hall

Battle of Britain: l'iconico Junkers Ju 87 Stuka, Heinkel He 111 e Bristol Blenheim mostrano il ruolo del bombardamento aereo durante la Battaglia d'Inghilterra.
On Target: i cacciabombardieri, dalla vulnerabile Fairey Battle al famoso Avro Lancaster e il potente Avro Vulcan.
Friendly Invasion: spiega come l'American Eighth Air Force operò dalla Gran Bretagna per attaccare la Germania nazista.
- Hangar 6: Age of Uncertainty

La mostra Age of Uncertainty vuole esplorare la storia della RAF dal 1980 ad oggi. I visitatori potranno scoprire ed ampliare la propria conoscenza sui diversi ruoli della RAF nel Conflitto delle Falkland, nell'Operazione Desert Storm in Iraq, nella liberazione del Kuwait e nelle recenti operazioni nei Balcani, in Afghanistan e in Libia.
Questo Hangar è anche la sede di un moderno centro STEM (Scienza, Tecnologia, Ingegneria, Matematica), che incorpora diverse aule di studio attraverso un approccio di ricerca storico-scientifica all'avanguardia.
Nel 2010 il museo arriva ad ospitare più di 100 velivoli, tra cui l'Avro Lancaster S-Sugar, che ha compiuto ben 137 missioni e l'unico Hawker Typhoon completo esistente. Recentemente sono stati aggiunti un elicottero Westland Sea King, pilotato da SAR il Principe William, un addestratore di jet veloci Gnat delle Red Arrows e un modello in scala reale del caccia stealth F-35 Lightning II.
I diversi hangar sono collegati attraverso un punto di raccordo circolare, che disegna il perimetro di una vasta area verde adibita ad attività all'aperto. Il punto d'ingresso principale è l'Hangar 1, accessibile attraverso un passaggio pedonale. Il museo dispone anche di un nuovo ristorante che è stato costruito all'interno di quella che nel 1930 era l'area ricreativa e di ristoro ad uso dei piloti. Accanto ad esso si trova l'area giochi per bambini con mini aerei, veicoli, stazioni e piccole caserme della RAF. Un centro di volontariato è stato allestito all'interno dell'edificio 69, originariamente costruzione RAF dedicata all'imballaggio di paracaduti. 
Gli archivi del museo, contenenti diverse migliaia di documenti cartacei, libri e fotografie, si trovano all'ultimo piano del complesso che include gli Hangar 3/4/5. L'accesso agli archivi è possibile previo appuntamento, che permette anche la visita della preziosa sala di lettura.
Il sito comprende un ampio parcheggio dove sono situate colonnine di ricarica per i veicoli elettrici.
Lo spostamento con i mezzi pubblici è agevole: la stazione metropolitana di Colindale, (sulla linea Northern), è situata a circa 600 metri di distanza dal museo. 

## RAF Museum Cosford
Il Royal Air Force Museum Cosford venne inaugurato il 1º maggio 1979, ricavando le sue sale espositive nella sede precedentemente usate per le lezioni tecniche della locale base aerea della RAF.
Negli anni che seguirono la collezione si accrebbe fino a che, nel 1980, grazie ad un accordo con la British Airways, la collezione di aerei di linea della compagnia aerea britannica venne aggiunta a quella già in loro possesso.
Il 21 giugno 1998 vennero aperti ulteriori 4 padiglioni, i locali dedicati all'Aviation Art, lo spazio per mostre temporanee ed altre iniziative a tema aeronautico.
Il 13 maggio 2002 vide il trasferimento del RAF's Conservation Centre da Cardington (Bedfordshire) a Cosford. Il centro venne inaugurato dal Marshal of the Royal Air Force Sir Michael Beetham al quale fu successivamente dedicato.
Il museo conserva diversi prototipi, tra cui quello che ha contribuito a sviluppare l'intercettore English Electric Lightning ed il secondo esemplare del BAC TSR-2.
Nel 2006 la British Airways (BA) decise di revocare il finanziamento dalla BA Collection, in conseguenza dell'impossibilità da parte del RAF Museum di riuscire a gestire i costi di manutenzione degli apparecchi. Di conseguenza molti degli aerei di linea furono suddivisi, incluso l'unico Boeing 707 conservato in territorio britannico, un Vickers VC-10 ed un Hawker Siddeley Trident.

### Aerei in mostra
(lista parziale)
- Armstrong-Whitworth Argosy C. Mk.1
- Avro Lincoln
- Avro 693 Vulcan B.Mk.2
- Avro 685 York
- BAC TSR-2
- BAC Bloodhound Mk.2
- Bristol 312 Britannia
- Bristol Sycamore HL 14
- Boeing 707-436
- Consolidated B-24 Liberator
- Consolidated PBY-6A Catalina
- De Havilland Mosquito
- De Havilland Comet 1A
- De Havilland Venom FB.Mk.4
- Douglas AGM-48 Skybolt
- English Electric Canberra
- English Electric Lightning
- Fairey FD 2
- Fiat C.R.42
- FMA IA-58 Pucará
- Folland Gnat
- Gloster Meteor T.Mk.7
- Gloster Javelin FAW.Mk.1
- Handley-Page Victor B.Mk.1
- Hawker Hunter F.Mk.1
- Hawker Fury
- Hawker Siddeley Trident 1C
- Junkers Ju 52/3M
- Lockheed P-2H Neptune
- Messerschmitt Me 163
- Saunders-Roe SR 53
- Saunders-Roe SR.A/1
- Short SB5
- Short SC5/10 Belfast
- Supermarine Spitfire FR Mk.XIV
- Vickers Varsity T.Mk.1
- Vickers VC-10
- Vickers Viscount Mk.701